# Infanterie-Division Neuhammer
Die Infanterie-Division Neuhammer war eine deutsche Infanteriedivision im Zweiten Weltkrieg.
Die Division wurde am 17. April 1944 als sogenannte Schatten-Division im Zuge der 26. Aufstellungswelle durch den Wehrkreis VIII mit dem Heimatstandort Cosel aufgestellt. Die Aufstellung erfolgte auf dem Truppenübungsplatz Neuhammer in Schlesien.
Am 10. Mai 1944 wurde die Infanterie-Division Neuhammer zur Heeresgruppe Südukraine geschickt und dort, bevor die 34. Infanterie-Division nach Italien ging, zur Auffrischung der vorher stark dezimierten 34. Infanterie-Division eingesetzt. Aus dem Stab wurde im Juni 1944 ein Teils des Stabs der mit der 26. Aufstellungswelle neu aufgestellten 226. Infanterie-Division gebildet.
Die Gliederung der Division war:
- Grenadier-Regiment Neuhammer 1 mit drei Bataillone
- Grenadier-Regiment Neuhammer 2 mit drei Bataillone
- Artillerie-Abteilung Neuhammer
- Pionier-Bataillon Neuhammer